# Albert Schönhofer

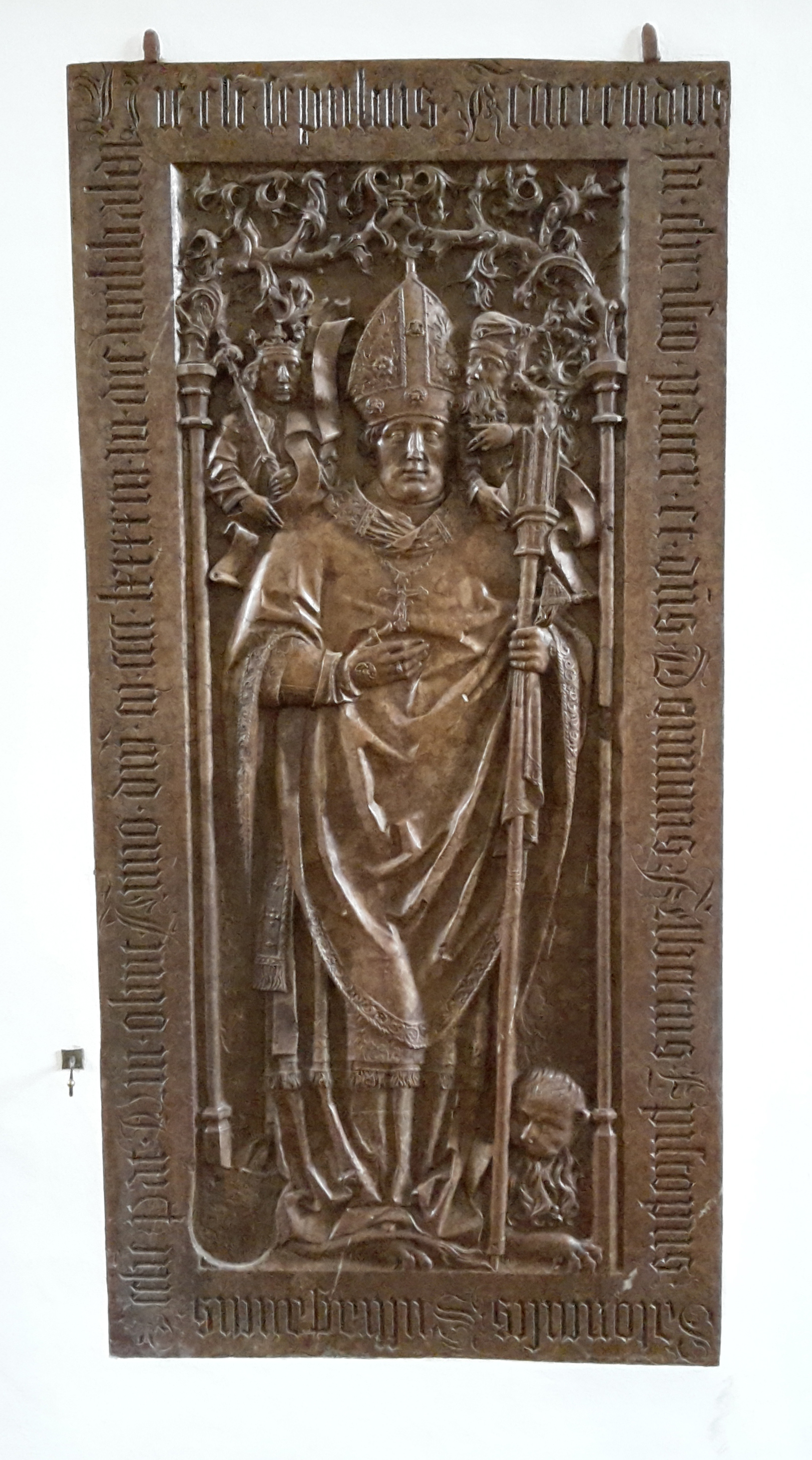
Grabplatte des Albert Schönhofer in Passau

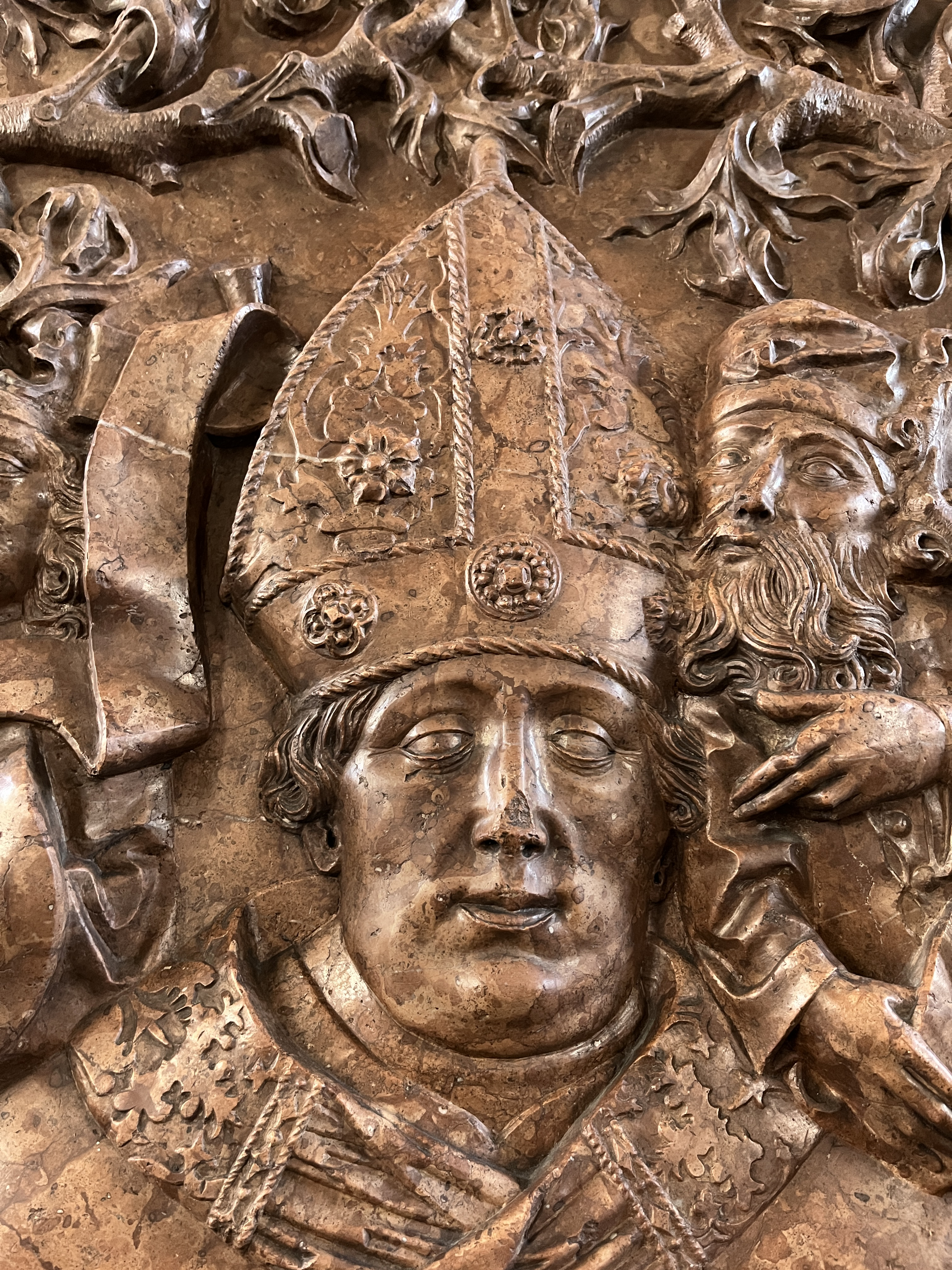
Albert Schönhofers Porträt auf der Grabplatte

Albert Schönhofer († 7. Juli 1493) war Weihbischof in Passau (Deutschland).

## Leben
Schönhofer war Priester der Diözese Passau, bevor er am 16. Februar 1458 (belegt) Chorvikar am Passauer Dom wurde. Von 1458 bis zum 2. Januar 1465 war er Pfarrer von Pillichsdorf, Niederösterreich. Ab dem 2. Januar 1465 war er nachweislich Pfarrer von St. Marienkirchen bei Schärding oder St. Marienkirchen an der Polsenz in Oberösterreich. Ab dem 1. Juli 1465 war er Pfarrer zu Triftern. Von 1473 bis 1493 bekleidete er das Amt als Domherr zu Passau.
Am 17. Mai 1473 wurde Schönhofer zum Titularbischof von Salona ernannt. Am 30. Mai 1473 erfolgt die Konsekration in Santa Maria dell’Anima in Rom. 1473 bis 1493 war er Weihbischof in Passau und gleichzeitig in Augsburg. Am 14. April 1476 weihte er die Kirche des Büßerinnenhauses St. Hieronymus in Wien (heute Franziskanerkirche), am 6. September 1476 weihte er die neu errichtete Pfarrkirche Seewalchen am Attersee, am 18. Juni 1477 nahm er die Weihe der neuerbauten Kirche St. Alban bei den Leprosen in der Au zu Burghausen, damals Erzbistum Salzburg vor. Des Weiteren weihte er den Hochaltar der Pfarrkirche Waldkirchen am Wesen, den Chor und die Altäre in Schörfling am Attersee (5. September 1476), die Altäre der Pfarrkirche Kefermarkt (30. Oktober 1476), den Altar der Pfarrkirche Vöcklamarkt (vor 1489) und übernahm die Teilhabe am Auftrag für den Kefermarkter Flügelaltar, Oberösterreich.
1490 gab er den Auftrag an den Passauer Goldschmied Balthasar Waltensperger für den ältesten erhaltenen Passauer Bischofsstab. Schönhofer stiftete einen Quatemberjahrtag in der Pfarrkirche Triftern. Er starb am 7. Juli 1493. Seine Grabstätte liegt im Dom zu Passau in der Andreas-Kapelle.